# Jerzy Montag
Pour les articles homonymes, voir Montag.
Jerzy Montag, né le 13 février 1947 à Katowice (Silésie, Pologne), est un homme politique allemand,.